# 馬哥孛羅麵包店

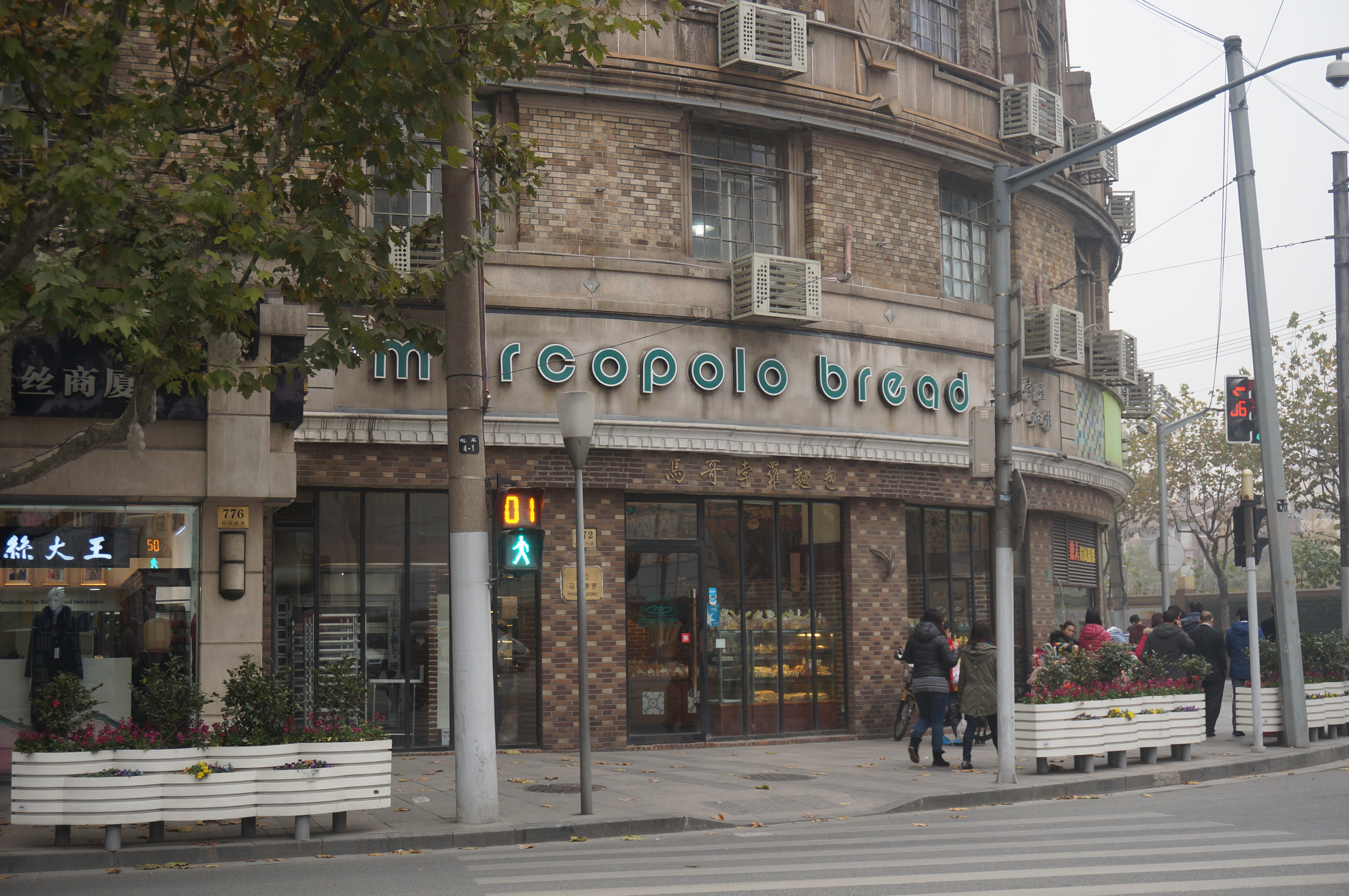
位于上海南京西路上的一家馬哥孛羅麵包店

馬哥孛羅麵包股份有限公司（英語：Marco Polo，簡稱：馬哥孛羅麵包店），隶属于台湾东华书局集团，是一家销售各式面包、西點、罐頭食品、月饼、糖果、咖啡的西饼店。企业取名源自公元13-14世纪造访中国的意大利旅行家马可·波罗。面包店1989年创办于台北、1994年拓展于上海，生产的「核桃魔杖」法棍面包是其招牌特色。

## 历史

### 台灣馬哥孛羅
台灣印刷業巨頭台灣東華書局董事長卓鑫淼的夫人卓刘庆弟，于1989年开办了馬哥孛羅麵包股份有限公司。台灣馬哥孛羅麵包店除出售面包与西饼外，还与书店结合起来，实现了文化产业跨行业经营。
除了麵包与西点销售外，台灣馬哥孛羅還拥有「馬哥孛羅餐廳」，提供咖啡及簡餐等，餐廳現為歇業狀態。
目前馬哥孛羅麵包在台北有三家分店，分別為金橋、博愛和中山店。金橋店設有三明治餐飲，博愛店和中山店為麵包專賣店。
馬哥孛羅麵包的主要商品為歐式麵包，另一項特色商品為貝果，以其富有嚼勁的道地口感受到喜愛，有超過十種的不同口味。

### 上海馬哥孛羅
1994年6月4日，卓刘庆弟在上海投资组建了上海马哥孛罗面包有限公司，为东华书局集团的全资子公司。企业创办后引进了德国、法国、日本等国的西饼技术与设备，在上海具有一定的知名度。此外，马哥孛罗面包也向上海的一些宾馆、咖啡馆、娱乐场所供应西饼。
具有图书出版背景的马哥孛罗面包店成立后，利用上海文化出版方面的人脉与上海文化书店结合，在很短时间内在上海静安寺、淮海路、新华路等繁华地段设立了门市，但开业之初的马哥孛罗连年亏损，直到1997年才扭亏为盈。1999年，马哥孛罗面包店进行了「品牌形象」的强化，并将门店扩大到20家。马哥孛罗面包店在上海首先推出了「正宗法式面包」这一概念，使用「炉内喷淋」工艺，并采用进口原材料。杂粮面包是面包店的一大特色，德国杂粮面包、全麦粉面包、黑麦面包、麸皮面包、玉米胚面包、多谷物面包都是面包店的畅销产品。2011年，馬哥孛羅麵包店在上海已有40余家分店及专柜，并从合资企业改制为独资企业。企业在上海南站附近的石龙路上建造了总面积达7000平方米的厂房。
2020年8月16日，因卓鑫淼逝世、卓刘庆弟年事已高，上海最后一间马哥孛罗面包店宣告关闭。

## 外部連結
- 馬哥孛羅麵包 （页面存档备份，存于）